# Тишидра
Тишидра (также Тишадра, Тишедро, Дубовское, Тишедра) — озеро в Вышневолоцком городском округе Тверской области России, на границе с Удомельским районом. Расположено в 26 км к северу от Вышнего Волочка, в правобережье реки Мста.
Находится на высоте 147,8 метра над уровнем моря. Форма озера вытянутая с юга на север. Длина — около 3,7 км, ширина в центральной части достигает 1 км. Небольшой остров у западного берега. Площадь озера — 1,8 км² (по другим данным — 1,7 км²), площадь водосборного бассейна — 236 км². Длина береговой линии — 9 км. Объём воды в озере — 3400 тыс. м³.
На севере имеется сток в Мсту через речку Дубовку (Дубковку) длиной всего 1,5 км. У истока Дубовки ранее существовала деревня Дубки. На востоке впадает река Пуйга. Берега низкие, местами заболоченные, частично покрытые лесом.
Озеро богато рыбой, в нём обитают окунь, плотва, щука.
Код водного объекта в государственном водном реестре — 01040200211102000021009.